# فریدریش کارل پروس
فریدریش کارل پروس (انگلیسی: Prince Friedrich Karl of Prussia; ۲۰ مارس ۱۸۲۸ – ۱۵ ژوئن ۱۸۸۵) یک ارتشبد اهل آلمان بود.